# Ivan Močinić
Ivan Močinić (Rijeka, 30 de abril de 1993) es un exfutbolista croata que jugaba de centrocampista.
Es hijo del exjugador Efrem Mocinic.

## Selección nacional
Ha sido internacional en las categorías sub-17 y sub-20 hasta que debutó con el equipo mayor siendo Niko Kovač el encargado de debutarlo.
El 14 de mayo de 2014, fue incluido en la lista preliminar de 30 jugadores que representarán a Croacia en la Copa Mundial de Fútbol de 2014 en Brasil. Fue ratificado en la lista final de 23 futbolistas el 31 de mayo de 2014, sin embargo, una lesión lo dejó fuera de último momento siendo sustituido por el centrocampista Milan Badelj.

## Clubes
| Club                     | País      | Año       |
| ------------------------ | --------- | --------- |
| H. N. K. Rijeka          | Croacia   | 2011-2016 |
| S. K. Rapid Viena        | Austria   | 2016-2019 |
| N. K. Istra 1961         | Croacia   | 2019-2020 |
| N. K. Olimpija Ljubljana | Eslovenia | 2020-2021 |
| H. N. K. Šibenik         | Croacia   | 2021-2022 |

## Palmarés

### Títulos nacionales
| Título               | Club            | País    | Año  |
| -------------------- | --------------- | ------- | ---- |
| Copa de Croacia      | H. N. K. Rijeka | Croacia | 2014 |
| Supercopa de Croacia | H. N. K. Rijeka | Croacia | 2014 |